# Zhao Yunlei
Dans ce nom chinois, le nom de famille, Zhao, précède le nom personnel.
Zhao Yunlei est une joueuse de badminton chinoise née le 25 août 1986 à Huangshi spécialiste du double dames et double mixte.
Elle possède l'un des plus beaux palmarès de ce sport avec deux médailles d'or olympiques, cinq titres de championne du monde et quarante-cinq titres dans des tournois internationaux majeurs (6 titres en tournois Grand Prix Gold et Grand Prix, 36 titres en tournois Super Series et 3 Masters Finals).

## Carrière

### Jeux olympiques
Pour sa première participation aux Jeux, en 2012 à Londres, elle remporte deux médailles d'or : en double dames associée à Tian Qing et en mixte avec Zhang Nan. D'autres joueurs (Ge Fei, Gu Jun, Lin Dan, etc.) ont déjà remporté plusieurs titres olympiques mais Zhao Yunlei est la première joueuse de badminton à remporter deux titres lors d'une même olympiade.
En 2016, elle remporte une médaille de bronze.

### Championnats du monde
| Édition | Lieu       | Discipline   | Partenaire | Résultat           |
| ------- | ---------- | ------------ | ---------- | ------------------ |
| 2009    | Hyderabad  | Double dames | Cheng Shu  | Médaille d'argent  |
| 2009    | Hyderabad  | Double mixte | Xu Chen    | 3e tour            |
| 2010    | Paris      | Double dames | Cheng Shu  | Médaille de bronze |
| 2011    | Londres    | Double dames | Tian Qing  | Médaille d'argent  |
| 2011    | Londres    | Double mixte | Zhang Nan  | Médaille d'or      |
| 2013    | Guangzhou  | Double dames | Tian Qing  | Médaille de bronze |
| 2013    | Guangzhou  | Double mixte | Zhang Nan  | Médaille de bronze |
| 2014    | Copenhague | Double dames | Tian Qing  | Médaille d'or      |
| 2014    | Copenhague | Double mixte | Zhang Nan  | Médaille d'or      |
| 2015    | Jakarta    | Double dames | Tian Qing  | Médaille d'or      |
| 2015    | Jakarta    | Double mixte | Zhang Nan  | Médaille d'or      |

### Jeux Asiatiques
| Édition | Lieu      | Discipline         | Partenaire | Résultat           |
| ------- | --------- | ------------------ | ---------- | ------------------ |
| 2010    | Guangzhou | Double dames       | Tian Qing  | Médaille d'or      |
| 2010    | Guangzhou | Double mixte       | Zhang Nan  | Médaille d'argent  |
| 2010    | Guangzhou | Par équipes femmes |            | Médaille d'or      |
| 2014    | Incheon   | Double dames       | Tian Qing  | Médaille de bronze |
| 2014    | Incheon   | Double mixte       | Zhang Nan  | Médaille d'or      |
| 2014    | Incheon   | Par équipes femmes |            | Médaille d'or      |

### Championnats d'Asie
En 2011, elle remporte le titre en double mixte associée à Zhang Nan. L'année suivante, ils conservent leur titre et Zhao Yunlei remporte également le double dames avec Tian Qing.

### Par équipes
Zhao Yunlei a fait partie de l'équipe chinoise victorieuse de l'Uber Cup en 2012 et en 2014. 
Concernant la Sudirman Cup, le championnat du monde par équipes mixtes de badminton, elle a remporté avec son équipe les éditions 2011, 2013 et 2015.

### Titres en tournois

#### Double dames
| Année | Tournoi              | Partenaire    |
| ----- | -------------------- | ------------- |
| 2015  | Open de Hong Kong    | Tian Qing     |
| 2015  | Open du Japon        | Zhong Qianxin |
| 2014  | Open de Hong Kong    | Tian Qing     |
| 2014  | Open d'Australie     | Tian Qing     |
| 2014  | Open d'Indonésie     | Tian Qing     |
| 2013  | Open de Singapour    | Tian Qing     |
| 2012  | Open de Hong Kong    | Tian Qing     |
| 2012  | Open d'Angleterre    | Tian Qing     |
| 2012  | Open de Corée du Sud | Tian Qing     |
| 2011  | Open de Singapour    | Tian Qing     |
| 2011  | Open de Thaïlande    | Tian Qing     |
| 2011  | Open de Malaisie     | Tian Qing     |
| 2010  | Open de Chine        | Cheng Shu     |
| 2010  | Open de Corée du Sud | Cheng Shu     |
| 2009  | Open d'Allemagne     | Cheng Shu     |
| 2008  | Open de Macao        | Cheng Shu     |
| 2008  | Masters de Chine     | Cheng Shu     |
| 2008  | Open du Japon        | Cheng Shu     |

 tournois Super Series
 tournois Grand Prix Gold et Grand Prix

#### Double mixte
| Année | Tournoi              | Partenaire |
| ----- | -------------------- | ---------- |
| 2015  | Open de Hong Kong    | Zhang Nan  |
| 2015  | Open de Chine        | Zhang Nan  |
| 2015  | Open de Corée du Sud | Zhang Nan  |
| 2015  | Open de Singapour    | Zhang Nan  |
| 2015  | Open de Malaisie     | Zhang Nan  |
| 2015  | Open d'Angleterre    | Zhang Nan  |
| 2014  | Masters finals       | Zhang Nan  |
| 2014  | Open de Hong Kong    | Zhang Nan  |
| 2014  | Open de Chine        | Zhang Nan  |
| 2014  | Open du Japon        | Zhang Nan  |
| 2014  | Open de Corée du Sud | Zhang Nan  |
| 2013  | Open de France       | Zhang Nan  |
| 2013  | Open du Danemark     | Zhang Nan  |
| 2013  | Open du Japon        | Zhang Nan  |
| 2013  | Open de Chine        | Zhang Nan  |
| 2013  | Open d'Indonésie     | Zhang Nan  |
| 2013  | Open de Corée du Sud | Zhang Nan  |
| 2012  | Open de Hong Kong    | Zhang Nan  |
| 2012  | Open de Malaisie     | Zhang Nan  |
| 2011  | Masters finals       | Zhang Nan  |
| 2011  | Open de Chine        | Zhang Nan  |
| 2011  | Open de Hong Kong    | Zhang Nan  |
| 2011  | Open d'Indonésie     | Zhang Nan  |
| 2011  | Open de Corée du Sud | Zhang Nan  |
| 2010  | Masters finals       | Zhang Nan  |
| 2010  | Open du Japon        | Zhang Nan  |
| 2010  | Bitburger Open       | Zhang Nan  |
| 2010  | Open d'Angleterre    | Zhang Nan  |
| 2009  | Open d'Allemagne     | Xu Chen    |
| 2008  | Open de Macao        | Xu Chen    |

 BWF Super Series Masters Finals
 tournois Super Series
 tournois Grand Prix Gold et Grand Prix